# Hellas Verona Football Club 2002-2003
Questa pagina raccoglie i dati riguardanti l'Hellas Verona Football Club nelle competizioni ufficiali della stagione 2002-2003.

## Stagione
Dopo la pilotata retrocessione, Malesani venne comunque confermato in panchina. La società era in pessime condizioni economiche e fu costretta a vendere i giocatori più forti, quali Ferron, Camoranesi, Šerić, Oddo, Frick e Mutu, mentre il tecnico decise di decurtarsi lo stipendio del 40%. Un negativo inizio di campionato mise in dubbio la continuazione del rapporto con la società veneta. La vittoria nel "derby del Veneto" contro il Vicenza permise a Malesani di mantenere la panchina. Con i giovani lanciati e i navigati della rosa la squadra terminò al 14º posto e a fine stagione Malesani si svincolò.

## Divise e sponsor
Il fornitore di materiale tecnico per la stagione 2002-2003 fu Lotto, mentre lo sponsor ufficiale fu Clerman.
| Casa | Trasferta | Terza divisa |

## Organigramma societario
Area direttiva
- Presidente: Giambattista Pastorello
- Amministratore delegato: Luigi Agnolin
- Direttore commerciale: Saverio Guette
- Team manager: Flavio Fiorini
- Addetto stampa: Massimiliano Fasani
- Segretario generale: Enzo Bertolini
- Segretaria: Elena Fraccaroli
- Responsabile amministrativo: Pierluigi Marzola

Area tecnica
- Capo degli osservatori: Luigi Purgato
- Allenatore: Alberto Malesani
- Allenatore in 2ª: Marco Baroni
- Preparatore dei portieri: Fabrizio Paese
- Responsabile settore giovanile: Bruno Mazzia
- Allenatore Primavera: Fulvio Giovanetti
- Preparatori atletici: Anselmo Malatrasi e Loris Nadal

Area sanitaria
- Responsabile sanitario: Roberto Filippini
- Medico sociale: Carlo Pasini
- Massaggiatori: Francesco Stefani e Giuseppe Venturelli

## Rosa
| N. |                          | Ruolo | Calciatore          |
| -- | ------------------------ | ----- | ------------------- |
| 1  | Italia (bandiera)        | P     | Gianluca Pegolo     |
| 2  | Italia (bandiera)        | D     | Marco Zamboni       |
| 3  | Italia (bandiera)        | D     | Natale Gonnella     |
| 4  | Italia (bandiera)        | C     | Alessandro Mazzola  |
| 5  | Italia (bandiera)        | D     | Carlo Teodorani     |
| 6  | Italia (bandiera)        | D     | Andrea Dossena      |
| 7  | Italia (bandiera)        | C     | Vincenzo Italiano   |
| 8  | Italia (bandiera)        | C     | Giuseppe Colucci    |
| 8  | Argentina (bandiera)     | C     | Andrés Yllana       |
| 9  | Liechtenstein (bandiera) | A     | Mario Frick         |
| 9  | Cile (bandiera)          | A     | Mario Salgado       |
| 10 | Romania (bandiera)       | A     | Adrian Mutu         |
| 11 | Brasile (bandiera)       | A     | Adaílton            |
| 12 | Italia (bandiera)        | P     | Matteo Gianello     |
| 13 | Italia (bandiera)        | A     | Andrea Cossu        |
| 14 | Italia (bandiera)        | D     | Giancarlo Filippini |
| 15 | Italia (bandiera)        | C     | Paolo Sciaccaluga   |
| 15 | Italia (bandiera)        | D     | Mauro Minelli       |

| N. |                    | Ruolo | Calciatore           |
| -- | ------------------ | ----- | -------------------- |
| 16 | Italia (bandiera)  | D     | Alessandro Gamberini |
| 18 | Italia (bandiera)  | D     | Alberto Comazzi      |
| 19 | Italia (bandiera)  | C     | Francesco Lovatin    |
| 20 | Croazia (bandiera) | D     | Anthony Šerić        |
| 21 | Italia (bandiera)  | C     | Marco Cassetti       |
| 22 | Italia (bandiera)  | A     | Massimiliano Vieri   |
| 23 | Italia (bandiera)  | A     | Gianluca De Angelis  |
| 24 | Italia (bandiera)  | A     | Michele Cossato      |
| 25 | Italia (bandiera)  | C     | Simon Laner          |
| 27 | Italia (bandiera)  | C     | Martino Melis        |
| 32 | Italia (bandiera)  | A     | Andrea Pisanu        |
| 33 | Italia (bandiera)  | D     | Dario Biasi          |
| 34 | Italia (bandiera)  | A     | Alberto Castioni     |
| 35 | Senegal (bandiera) | A     | Papa Waigo           |
| 75 | Italia (bandiera)  | D     | Nicola Diliso        |
| 79 | Italia (bandiera)  | C     | Luca Matteassi       |
| 81 | Italia (bandiera)  | A     | Elvis Abbruscato     |

## Risultati

### Serie B

#### Girone di andata
| Arbitro: | De Marco (Chiavari) |

|                      |           |                   |
| Graffiedi 35’ (rig.) | Marcatori | 89’ (rig.) Yllana |

| Arbitro: | De Marco (Chiavari) |

|                |           |  |
| Abbruscato 51’ | Marcatori |  |

| Arbitro: | Gabriele (Frosinone) |

|  |           |                   |
|  | Marcatori | 36’ (rig.) Protti |

| Arbitro: | Ayroldi (Molfetta) |

|           |           |           |
| Calori 3’ | Marcatori | 90’ Vieri |

| Arbitro: | Nucini (Bergamo) |

|                               |           |  |
| Vieri 10’ (rig.) Italiano 41’ | Marcatori |  |

| Arbitro: | Ayroldi (Molfetta) |

|          |           |  |
| Brevi 6’ | Marcatori |  |

| Arbitro: | Nucini (Bergamo) |

|                          |           |                              |
| Adaílton 40’ Salgado 86’ | Marcatori | 43’ Floro Flores 56’ Baldini |

| Arbitro: | Rosetti (Torino) |

|                |           |             |
| Suazo 29’, 73’ | Marcatori | 81’ Salgado |

| Arbitro: | Trefoloni (Siena) |

|                          |           |            |
| Zampagna 13’, 37’ (rig.) | Marcatori | 52’ Yllana |

| Arbitro: | Rizzoli (Bologna) |

|                                               |           |                                |
| Cossato 16’, 26’ Salgado 24’ (rig.) Vieri 71’ | Marcatori | 17’ (rig.), 55’ (rig.) Schwoch |

| Ascoli Piceno 10 novembre 2002 11ª giornata | Ascoli                | 0 – 0 referto | Verona | Stadio Cino e Lillo Del Duca (9 590 spett.)\| Arbitro: \| Racalbuto (Gallarate) \| |
| Arbitro:                                    | Racalbuto (Gallarate) |               |        |                                                                                    |

| Arbitro: | Rizzoli (Bologna) |

|           |           |  |
| Melis 22’ | Marcatori |  |

| Arbitro: | Tombolini (Ancona) |

|                             |           |                         |
| Carparelli 10’ Mhadhebi 82’ | Marcatori | 19’ Cassetti 32’ Pisanu |

| Arbitro: | Bolognino (Milano) |

|                     |           |             |
| Italiano 49’ (rig.) | Marcatori | 69’ Ledesma |

| Arbitro: | Pieri (Genova) |

|                    |           |                                       |
| Comazzi 23’ (aut.) | Marcatori | 43’ Italiano 46’ Cossato 49’ Cassetti |

| Arbitro: | Brighi (Cesena) |

|              |           |                             |
| Italiano 69’ | Marcatori | 11’ Tiribocchi 90+2’ Rubino |

| Arbitro: | Cruciani (Pesaro) |

|                                          |           |                   |
| Volpi 4’ Bettarini 29’ Flachi 31’ (rig.) | Marcatori | 62’, 74’ Cassetti |

| Verona 12 gennaio 2003 18ª giornata | Verona         | 0 – 0 referto | Palermo | Stadio Marcantonio Bentegodi (10 378 spett.)\| Arbitro: \| Pieri (Genova) \| |
| Arbitro:                            | Pieri (Genova) |               |         |                                                                              |

| Arbitro: | Bergonzi (Genova) |

|             |           |                    |
| Spinesi 61’ | Marcatori | 74’ (rig.) Salgado |

#### Girone di ritorno
| Arbitro: | Dattilo (Locri) |

|  |           |          |
|  | Marcatori | 30’ Ganz |

| Arbitro: | Gabriele (Frosinone) |

|  |           |                |
|  | Marcatori | 60’ Abbruscato |

| Arbitro: | Brighi (Cesena) |

|           |           |                  |
| Negri 16’ | Marcatori | 6’ (aut.) Grauso |

| Arbitro: | Bolognino (Milano) |

|           |           |  |
| Vieri 31’ | Marcatori |  |

| Arbitro: | Saccani (Mantova) |

|                               |           |             |
| Taldo 48’ Oliveira 57’ (rig.) | Marcatori | 75’ Minelli |

| Arbitro: | Dattilo (Locri) |

|  |           |           |
|  | Marcatori | 41’ Brevi |

| Napoli 16 marzo 2003 26ª giornata | Napoli            | 0 – 0 referto | Verona | Stadio San Paolo (17 213 spett.)\| Arbitro: \| Cassarà (Palermo) \| |
| Arbitro:                          | Cassarà (Palermo) |               |        |                                                                     |

| Arbitro: | Girardi (San Donà di Piave) |

|              |           |              |
| Italiano 68’ | Marcatori | 62’ Esposito |

| Arbitro: | Bolognino (Milano) |

|                                               |           |              |
| Adaílton 11’ Melis 32’ Diliso 39’ Vieri 90+3’ | Marcatori | 68’ Zampagna |

| Arbitro: | Dondarini (Finale Emilia) |

|                                     |           |              |
| Schwoch 27’, 88’ Margiotta 81’, 90’ | Marcatori | 34’ Cassetti |

| Arbitro: | Pieri (Genova) |

|              |           |  |
| Cassetti 24’ | Marcatori |  |

| Arbitro: | Dattilo (Locri) |

|                                       |           |             |
| Gubellini 36’ Fava Passaro 65’, 90+1’ | Marcatori | 71’ Dossena |

| Arbitro: | Ayroldi (Molfetta) |

|                   |           |                                  |
| Adaílton 64’, 74’ | Marcatori | 57’ Bressan 90+3’ (rig.) Mascara |

| Arbitro: | Cannella (Palermo) |

|               |           |                      |
| Giacomazzi 6’ | Marcatori | 47’ (aut.) Silvestri |

| Arbitro: | Cruciani (Pesaro) |

|                           |           |  |
| Adaílton 30’ Italiano 51’ | Marcatori |  |

| Siena 17 maggio 2003 35ª giornata | Siena              | 0 – 0 referto | Verona | Stadio Artemio Franchi (7 962 spett.)\| Arbitro: \| Palmieri (Cosenza) \| |
| Arbitro:                          | Palmieri (Cosenza) |               |        |                                                                           |

| Verona 24 maggio 2003 36ª giornata | Verona           | 0 – 0 referto | Sampdoria | Stadio Marcantonio Bentegodi (14 074 spett.)\| Arbitro: \| Nucini (Bergamo) \| |
| Arbitro:                           | Nucini (Bergamo) |               |           |                                                                                |

| Arbitro: | Farina (Novi Ligure) |

|               |           |  |
| Zauli 7’, 31’ | Marcatori |  |

| Arbitro: | Saccani (Mantova) |

|              |           |             |
| Cassetti 23’ | Marcatori | 34’ Spinesi |

### Coppa Italia
| Arbitro: | Preschern (Mestre) |

|                       |           |  |
| Beretta 4’ Ciullo 21’ | Marcatori |  |

| Arbitro: | Messina (Bergamo) |

|           |           |  |
| Vieri 24’ | Marcatori |  |

| Arbitro: | Racalbuto (Gallarate) |

|               |           |             |
| Reginaldo 52’ | Marcatori | 76’ Cossato |

## Statistiche

### Statistiche di squadra
| Competizione | Punti | In casa | In casa | In casa | In casa | In casa | In casa | In trasferta | In trasferta | In trasferta | In trasferta | In trasferta | In trasferta | Totale | Totale | Totale | Totale | Totale | Totale | DR |
| Competizione | Punti | G       | V       | N       | P       | Gf      | Gs      | G            | V            | N            | P            | Gf           | Gs           | G      | V      | N      | P      | Gf     | Gs     | DR |
| ------------ | ----- | ------- | ------- | ------- | ------- | ------- | ------- | ------------ | ------------ | ------------ | ------------ | ------------ | ------------ | ------ | ------ | ------ | ------ | ------ | ------ | -- |
| Serie B      | 46    | 19      | 8       | 7       | 4       | 24      | 15      | 19           | 2            | 9            | 8            | 18           | 27           | 38     | 10     | 16     | 12     | 42     | 42     | 0  |
| Coppa Italia | -     | 1       | 1       | 0       | 0       | 1       | 0       | 2            | 0            | 1            | 1            | 1            | 3            | 3      | 1      | 1      | 1      | 2      | 3      | -1 |
| Totale       | -     | 20      | 9       | 7       | 4       | 25      | 15      | 21           | 2            | 10           | 9            | 19           | 30           | 41     | 11     | 17     | 13     | 44     | 45     | -1 |

### Statistiche dei giocatori
| Giocatore      | Serie A  | Serie A | Serie A     | Serie A    | Coppa Italia | Coppa Italia | Coppa Italia | Coppa Italia | Totale   | Totale | Totale      | Totale     |
| Giocatore      | Presenze | Reti    | Ammonizioni | Espulsioni | Presenze     | Reti         | Ammonizioni  | Espulsioni   | Presenze | Reti   | Ammonizioni | Espulsioni |
| -------------- | -------- | ------- | ----------- | ---------- | ------------ | ------------ | ------------ | ------------ | -------- | ------ | ----------- | ---------- |
| E. Abbruscato  | 19       | 2       | 0           | 0          | 2            | 0            | 0            | 0            | 21       | 2      | 0           | 0          |
| Adaílton       | 23       | 5       | 2           | 0          | 2            | 0            | 0            | 0            | 25       | 5      | 2           | 0          |
| D. Biasi       | 4        | 0       | 1           | 0          | 2            | 0            | 0            | 0            | 6        | 0      | 1           | 0          |
| M. Cassetti    | 35       | 7       | 7           | 1          | 1            | 0            | 0            | 0            | 36       | 7      | 7           | 1          |
| A. Castioni    | 2        | 0       | 0           | 0          | -            | -            | -            | -            | 2        | 0      | 0           | 0          |
| G. Colucci     | -        | -       | -           | -          | 2            | 0            | 0            | 0            | 2        | 0      | 0           | 0          |
| A. Comazzi     | 31       | 0       | 10          | 0          | 1            | 0            | 0            | 0            | 32       | 0      | 10          | 0          |
| M. Cossato     | 21       | 3       | 4           | 0          | 1            | 1            | 0            | 0            | 22       | 4      | 4           | 0          |
| A. Cossu       | 30       | 0       | 6           | 0          | -            | -            | -            | -            | 30       | 0      | 6           | 0          |
| G. De Angelis  | -        | -       | -           | -          | 1            | 0            | 0            | 0            | 1        | 0      | 0           | 0          |
| N. Diliso      | 13       | 1       | 2           | 0          | 2            | 0            | 1            | 0            | 15       | 1      | 3           | 0          |
| A. Dossena     | 21       | 1       | 0           | 0          | 3            | 0            | 0            | 0            | 24       | 1      | 0           | 0          |
| G. Filippini   | 14       | 0       | 3           | 0          | 1            | 0            | 0            | 0            | 15       | 0      | 3           | 0          |
| M. Frick       | -        | -       | -           | -          | 1            | 0            | 0            | 0            | 1        | 0      | 0           | 0          |
| A. Gamberini   | 20       | 0       | 3           | 0          | 1            | 0            | 0            | 0            | 21       | 0      | 3           | 0          |
| M. Gianello    | 1        | -1      | 0           | 0          | 1            | -1           | 0            | 0            | 2        | -2     | 0           | 0          |
| N. Gonnella    | 13       | 0       | 2           | 0          | 3            | 0            | 0            | 0            | 16       | 0      | 2           | 0          |
| V. Italiano    | 33       | 6       | 11          | 1          | 2            | 0            | 1            | 0            | 35       | 6      | 12          | 1          |
| S. Laner       | 7        | 0       | 0           | 0          | 2            | 0            | 1            | 0            | 9        | 0      | 1           | 0          |
| F. Lovatin     | 1        | 0       | 0           | 0          | -            | -            | -            | -            | 1        | 0      | 0           | 0          |
| L. Matteassi   | 11       | 0       | 2           | 0          | 2            | 0            | 0            | 0            | 13       | 0      | 2           | 0          |
| A. Mazzola     | 29       | 0       | 6           | 0          | 1            | 0            | 0            | 0            | 30       | 0      | 6           | 0          |
| M. Melis       | 28       | 2       | 0           | 0          | 2            | 0            | 0            | 0            | 30       | 2      | 0           | 0          |
| M. Minelli     | 10       | 1       | 2           | 0          | -            | -            | -            | -            | 10       | 1      | 2           | 0          |
| A. Mutu        | -        | -       | -           | -          | 2            | 0            | 0            | 0            | 2        | 0      | 0           | 0          |
| Papa Waigo     | 2        | 0       | 0           | 0          | -            | -            | -            | -            | 2        | 0      | 0           | 0          |
| G. Pegolo      | 37       | -41     | 2           | 0          | 2            | -2           | 0            | 0            | 39       | -43    | 2           | 0          |
| A. Pisanu      | 12       | 1       | 0           | 0          | -            | -            | -            | -            | 12       | 1      | 0           | 0          |
| M. Salgado     | 20       | 4       | 4           | 0          | -            | -            | -            | -            | 20       | 4      | 4           | 0          |
| P. Sciaccaluga | -        | -       | -           | -          | 1            | 0            | 0            | 0            | 1        | 0      | 0           | 0          |
| A. Šerić       | -        | -       | -           | -          | 2            | 0            | 1            | 1            | 2        | 0      | 1           | 1          |
| C. Teodorani   | 26       | 0       | 6           | 1          | -            | -            | -            | -            | 26       | 0      | 6           | 1          |
| M. Vieri       | 27       | 5       | 0           | 0          | 2            | 1            | 0            | 0            | 29       | 6      | 0           | 0          |
| A. Yllana      | 17       | 2       | 0           | 0          | -            | -            | -            | -            | 17       | 2      | 0           | 0          |
| M. Zamboni     | 18       | 0       | 0           | 0          | -            | -            | -            | -            | 18       | 0      | 0           | 0          |